# Dolmens de la Betoulle
Les dolmens de la Betoulle sont un ensemble de quatre dolmens, formant un trapèze, situés  sur les communes de Berneuil et de Breuilaufa, dans le département français de la Haute-Vienne en France. Seul le dolmen no 2 a été fouillé, les trois autres étant totalement ruinés.

## Historique
Le dolmen no 4 est inscrit au titre des monuments historiques le 21 juin 1982, les trois autres sont inscrits le 1er novembre 1984,. Le dolmen no 2 a été fouillé puis restauré en 1986. 

## Dolmenno2
La table de couverture du dolmen no 2 mesure 3,60 m de long sur 3,40 m de large. Elle recouvre une chambre de forme rectangulaire (2,40 m de long sur 1,40 m de large), délimitée par sept piliers. La chambre est orientée est-ouest, avec une ouverture au sud-ouest prolongée par un couloir en pierre sèche d'environ 1,20 m de longueur. Le fond de la chambre comportait un dallage grossier. La hauteur du cairn atteignait encore 0,65 m de hauteur en 1874 mais elle n'est plus que de 0,40 à 0,20 m désormais.
L'effondrement de la table à l'intérieur de la chambre a contribué à protéger la couche archéologique. Lors de la fouille de 1986, dans une fosse creusée près de la dalle de chevet, un abondant mobilier archéologique a pu être recueilli. Il se compose d'armatures de flèche du type à pédoncule et ailerons, d'outils en silex (poignards, grattoirs, lames tronquées et retouchées, divers éclats) et de tessons d'une céramique décorée. L'ensemble est caractéristique de l'Artenacien.